# Mahavisnú
En el marco de la mitología hindú, Majá Visnú es el primero de los púrusha-avatares de Vishnú en los majat tatuá (los universos materiales).
A los pies de este Visnú acostado se encuentra la diosa Lakshmī, adecuada a su tamaño.
- mahāviṣṇu, en el sistema AITS (alfabeto internacional de transliteración sánscrita).[1]
- महाविष्णु, en escritura devanagari del sánscrito.[1]
- Pronunciación: /majá vísnu/.[1]
- Etimología: significa ‘el gran Visnú’, siendo mahā: ‘gran’ y viṣṇú: posiblemente ‘omnipenetrante’.[1]

Los vaisnavas creen que Vishnú tiene distintas formas (rupa), cada una de los cuales tiene un rol diferente en el mantenimiento del universo y de sus habitantes. Básicamente hay tres formas (o aspectos) que habitan sobre océanos cósmicos:
1. Karanodaka-shai Visnú (‘el Visnú acostado en el océano causal’; más conocido como Mahā Visnú), siendo karaṇa: ‘causa’, udaká: ‘agua’, śāyin: ‘acostado’ y visnú (que probablemente proviene de la raíz viṣ): ‘penetrante’ o ‘trabajador’. Existe un solo Mahāvisnu, y está acostado en un rincón de Vaikunthá (el mundo espiritual) sobre un océano de causa [material]. De su inmenso cuerpo emana cada universo material.
2. Garbhodaka-shai Visnú (‘el Vishnú acostado en el océano de concepción’), siendo gárbha: ‘útero, concepción’, udaká: ‘agua’, y śāyin: ‘acostado’. Existe uno de estos Vishnús dentro de cada uno de los muchísimos universos generados desde el Mahā Visnú único.
3. Kshirodaka-shai Visnú (‘el Vishnú acostado en el océano de leche’), siendo kṣīra: ‘leche, udaká: ‘agua’, y śāyin: ‘acostado’. Este Visnú se encuentra en el corazón de cada ser, como Parama-ātmā (super-alma), acompañando a cada alma.

La existencia de estos tres Visnús aparece por primera vez en el Satuata-tantra:
| Vishnos tu trini rupani    | Visnú tiene tres formas                           |
| púrusha-akhiani atho vidúh | con el nombre de púrusha se les conoce.           |
| ekam tu majatáh srashtri   | Uno pero lo grande crea                           |
| dvitiám tu anda samsthitám | el segundo pero del huevo [universo] está situado |
| tritíam sarva bhuta stham  | el tercero en todos los seres está.               |
| tani gñatuá vimuchiate     | A esos [quien] conoce se libera.                  |

De los poros de Mahavisnu emanan muchísimos universos (como semillas). como si se tratasen de huevos cósmicos (partículas creadoras) que darán origen a cada universo.  
La suma de toda esa materia preparada para formar los universos materiales está personificada como Majá Maia.
Él solo la mira y como púrusha (‘disfrutador’, varón) con su mirada la «impregna» (embaraza) con todas las almas dormidas, que esperan entrar en el ciclo de incontables nacimientos y muertes.